# Alter Friedhof (Mariupol)

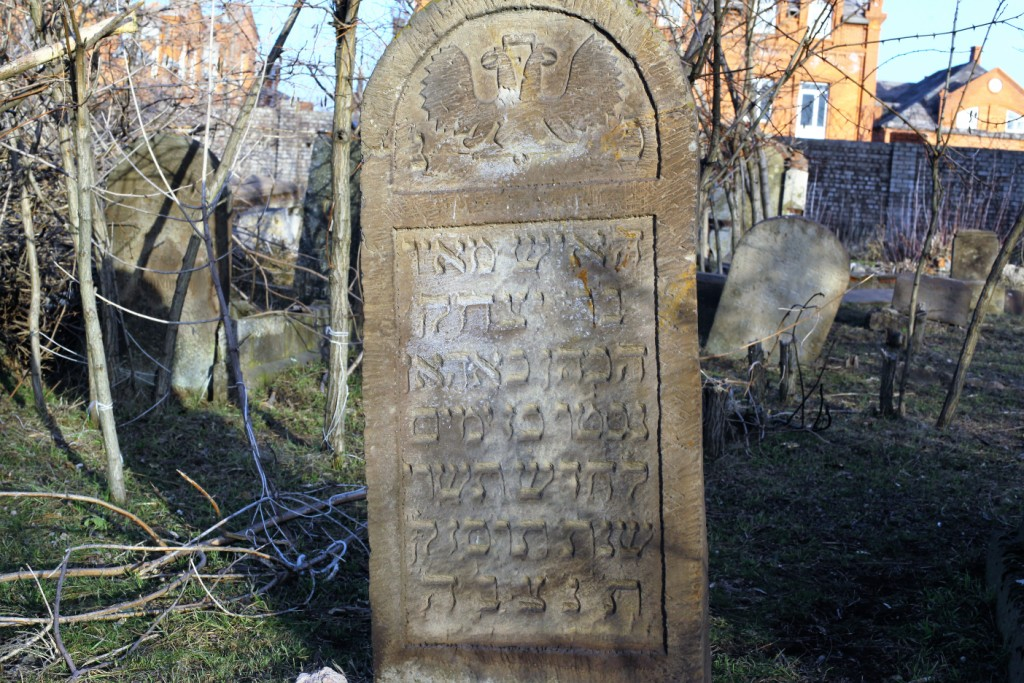
Jüdischer Grabstein

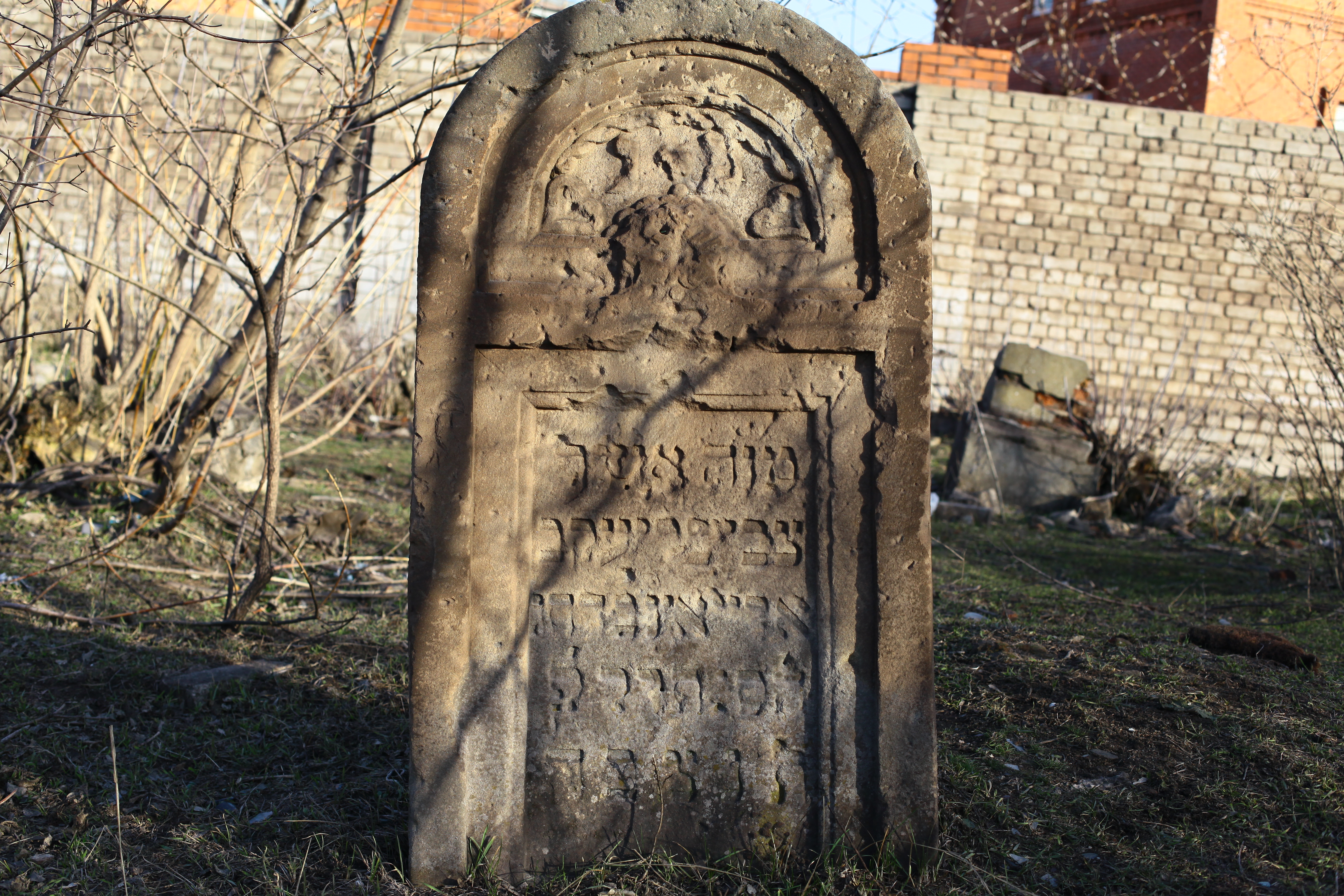
Jüdischer Grabstein

Der Alte Friedhof in Mariupol wurde 1832 eingerichtet. Vorherige Friedhöfe befanden sich in der Griechischen Straße (ukrainisch вулиця Грецька) und am Stadtplatz (ukrainisch міський сквер). Die letzten Bestattungen fanden in den späten 1970er Jahren statt. Am Anfang war dieser Friedhof eine rein christliche Bestattungsstelle, später wurde ein abgetrennter jüdischer Bereich angelegt. Von 1848 bis in die 1930er Jahre stand auf dem Friedhof die Allerheiligenkirche, die von der Sowjetunion zerstört wurde.

## Gräber
- Mausoleum des Kaufmanns Pilitschow (russisch купец Пілічьов), mehrfacher Drehort
- Mausoleum des Kaufmanns Iwan Naidjonow und seiner Frau Paraska Naidjonow (russisch купец Іван Найдьонов + Параска Найдьонова)
- Grab von Alexander Charadschajew
- Familiengruft des Kaufmanns Gawriil Isidorowitsch Goff (Гавриїл Ісидорович Гоф), der jüdischer Abstammung war, und mehrerer Mitglieder seiner Familie. Goff war der Besitzer des Hauses, in dem sich heute die Redaktion der Zeitung Asow-Arbeiter an der Myru-Allee 19 («Приазовский рабочий», пр. Миру, 19) befindet.